# Ziua Sfântului David
Ziua Sfântului David (galeză Dydd Gŵyl Dewi Sant or Dydd Gŵyl Dewi este ziua de sărbătoare a Sfântului David, hramul Țării Galilor. Aceasta se sărbătorește pe 1 martie, data morții Sfântului David din anul 589.